# Kernenergiedebat

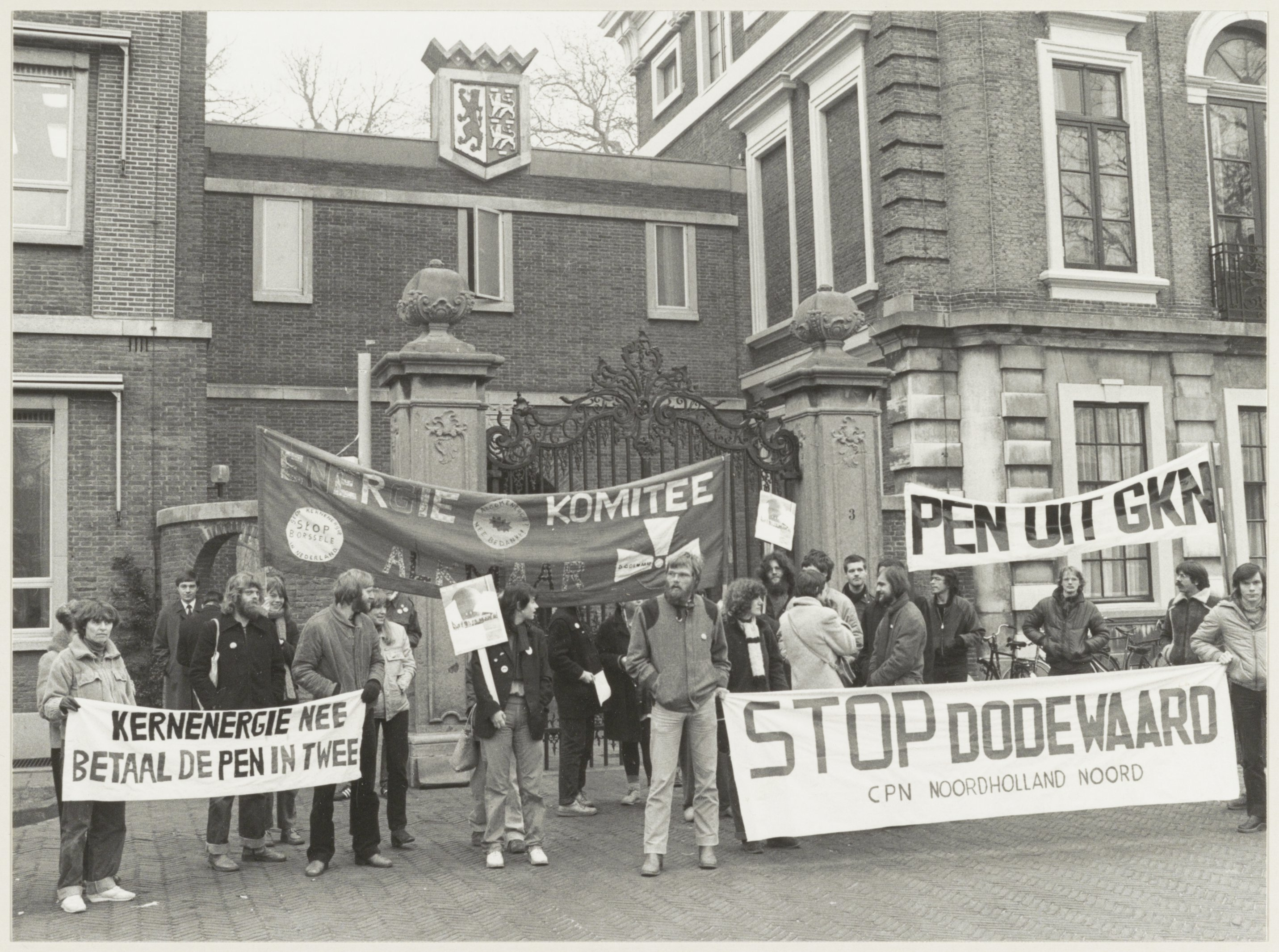
Demonstratie in 1981

Het kernenergiedebat is de discussie over de invoering en het gebruik van kernreactors, waarbij voor civiel gebruik elektriciteit wordt gegenereerd uit nucleaire brandstof. Deze discussie was op het hoogtepunt tijdens de jaren 1970 en 1980. In sommige landen werd dit een verhitte discussie als nooit tevoren.
Voorstanders van kernenergie beweren dat dit een schone en veilige energiebron is, met een lage CO2-uitstoot. Voorstanders propageren het idee dat kernenergie in tegenstelling tot de verbranding van fossiele brandstoffen vrijwel geen luchtvervuiling produceert. Voorstanders benadrukken dat de risico's van opslag van kernafval klein zijn en verder kunnen worden verminderd door gebruik te maken van de nieuwste technologie in nieuwere reactors. Zij wijzen er ook op dat de energievoorziening hiermee minder afhankelijk wordt van buitenlandse brandstoffen.
Tegenstanders van kernenergie beweren dat dit vele bedreigingen voor mens en milieu vormt. Deze bedreigingen zijn de gezondheidsrisico's en milieuschade als gevolg van de uraniumwinning, de verwerking en het vervoer, het risico van verspreiding van kernwapens of sabotage, en het onopgeloste probleem van radioactief afval.
Critici betwijfelen de veiligheid van kerncentrales en wijzen op eerdere ernstige rampen. Zij geloven niet dat risico's verminderd kunnen worden door het principe van nucleaire veiligheid, defence-in-depth. Zij beweren ook dat wanneer de gehele keten van kernenergie wordt beschouwd, van de uraniumwinning tot de ontmanteling van kerncentrales, kernenergie geen duurzame energiebron met lage CO2-uitstoot is.

## Geschiedenis
De discussie over kernenergie heeft sinds de ontdekking van de technologie een aantal fasen doorlopen. Eerst was er grote steun vanwege de nieuwheid van de technologie en de oliecrisis van 1973. Hierna ontstond veel kritiek op het gebruik van kernenergie wegens milieuaspecten en de kernramp van Tsjernobyl. Aan het begin van de 21e eeuw ontstond er een opleving van de discussie over het gebruik van kernenergie, vanwege nieuwe argumenten als klimaatverandering, geopolitiek en ontwikkeling van de nieuwe generatie kernreactors.

### Het begin van de kernenergie

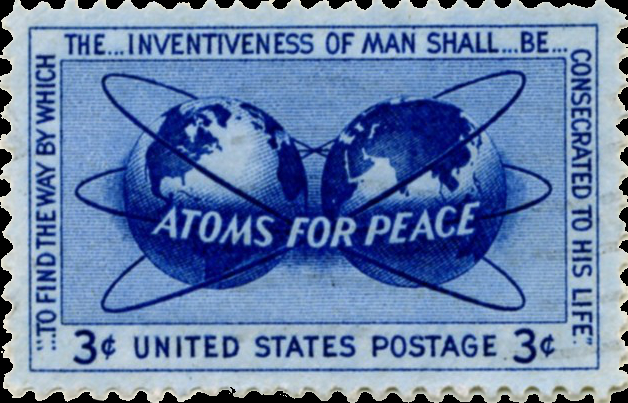
Het Atoms for Peace-programma verspreidde kerntechnologie, kennis en grondstoffen naar veel landen.

Onmiddellijk na het einde van de Tweede Wereldoorlog kwam kernenergie voor civiele doeleinden in gebruik. In de euforie van die tijd werd kernenergie gezien als de oplossing voor elk energieprobleem. Fantastische concepten zoals een door kernenergie aangedreven auto, de Ford Nucleon, verlieten echter nooit de ontwerpfase.
Op 20 december 1951 werd in Idaho (VS) voor het eerst elektriciteit met kernenergie opgewekt in de experimentele kweekreactor EBR-1.
De eerste kerncentrale die elektriciteit aan het net leverde werd op 27 juni 1954 in dienst genomen in Obninsk in de Sovjet-Unie: hij produceerde 5 MW. Maar de eerste commerciële reactor ter wereld was die van Calder Hall in Sellafield, Engeland met een vermogen van 50 MW bij de opening in 1956 (later 200 MW).
In de beginjaren waren er al argumenten voor en tegen kernenergie. Voorstanders meenden dat kernenergie oneindig goedkope elektriciteit kon leveren, terwijl anderen van mening waren dat kernenergie niet meer dan een vijfde van de benodigde elektriciteit kon leveren.
In december 1953 hield president Dwight Eisenhower een toespraak tot de VN over het Atoms for Peace-programma, waarin hij het nuttig gebruik van kernenergie benadrukte, en over het beleid van de VS om andere landen te helpen kernenergie te gebruiken en de verspreiding van kernwapens te voorkomen. In 1953 is het International Atomic Energy Agency (IAEA) als Atoms for Peace-organisatie van de VN opgericht. Het IAEA coördineert internationale samenwerking op het gebied van veilige en vreedzame kerntechnologie.
In de jaren 50 was een aantal landen in Europa ook bezig de ontwikkeling van deze veelbelovende nieuwe energiebron te faciliteren. De subsidie en aangepaste wetgeving was noodzakelijk om energieopwekking met kerncentrales commercieel rendabel te maken.

### De oliecrisis

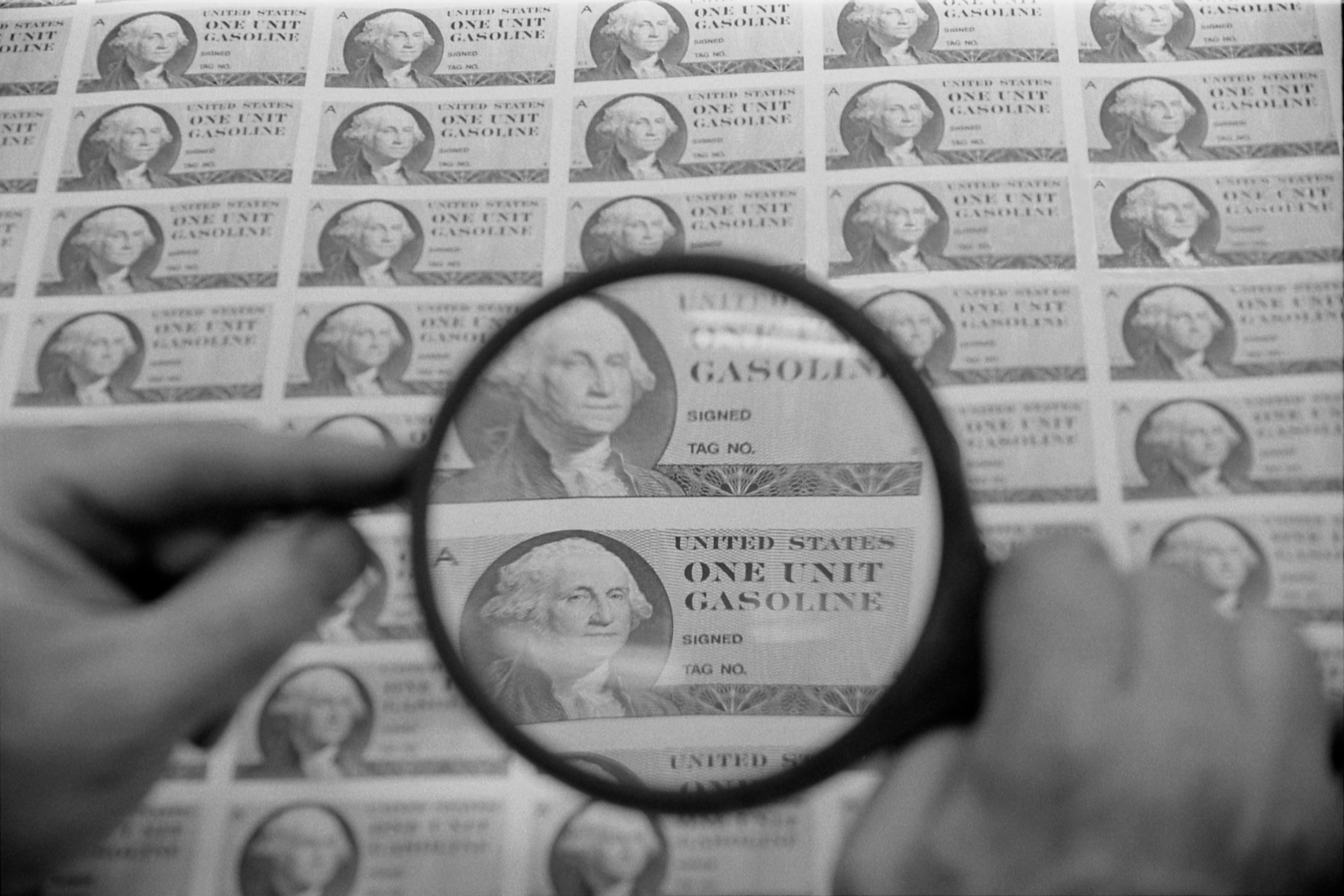
Amerikaanse benzinebonnen.

Tijdens de oliecrisis van 1973 waren er ernstige problemen met de energievoorziening. In veel landen, waaronder Nederland, en ook de VS, kwam dat tot uiting tot rantsoenering van benzine, maar in landen die veel elektriciteit gebruikten, zoals Frankrijk en Japan, vond ook uitval van oliegestookte centrales plaats. Naast de daaropvolgende economische crisis, leidde de oliecrisis tot een doorbraak in studies over de diversificatie van energiebronnen, waaronder kernenergie, zonne-energie en windenergie, om zodoende minder afhankelijk te zijn van de olieproducerende landen. Frankrijk en Japan werden een groot voorstander van kernenergie en bouwden elk in 10 jaar tijd ongeveer 50 nieuwe reactoren.

### De anti-kernenergiebeweging

Kernenergie riep veel discussie op en in de jaren 1970 en 1980 was er een brede anti-kernenergiebeweging in Nederland. Deze was het gevolg van de kritische kanttekeningen vanuit de milieubeweging, vakbeweging, kerken, en organisaties van kritische wetenschappers als het Verbond van Wetenschappelijke Onderzoekers. Als gevolg daarvan is er een brede maatschappelijke discussie over kernenergie gevoerd in de periode 1981-1983 en ontstonden een paar organisaties (zoals Laka en WISE) die kernenergie bestrijden. Het onderwerp ligt nog steeds gevoelig en in 2010 laaide de discussie weer op.

### Ecoterrorisme
Sinds eind jaren 1970 hebben terroristische groepen meerdere aanslagen met een ecologisch doel gepleegd. In Spanje heeft de ETA de antinucleaire zaak gesteund en heeft sinds 1978 meerdere bomaanslagen tegen de in aanbouw zijnde kerncentrale van Lemoiz gepleegd, en in 1981 de hoofdingenieur ontvoerd en vermoord. In 1982 is de bouw gestopt en tot op de dag van vandaag ligt de centrale die bijna klaar was, maar nooit in gebruik genomen is, er verlaten bij.

### Ongevallen
De steun aan de antikernbeweging nam na het ongeluk in Three Mile Island in 1979 toe en bereikte haar hoogtepunt in het jaar 1986 na de kernramp van Tsjernobyl.
Vanaf dat moment besloten sommige regeringen (vooral in Europa) over te gaan tot sluiting van kerncentrales en annulering van lopende projecten.
Na de kernramp van Fukushima in 2011 laait deze discussie wereldwijd weer op.

### Belgische kernuitstapwet
De Belgische regering nam in 2003 een kernuitstapwet aan die stipuleert dat "De nucleaire centrales bestemd voor de industriële elektriciteitsproductie door splijting van kernbrandstoffen, worden gedeactiveerd veertig jaar na datum van hun industriële ingebruikname en kunnen geen elektriciteit meer produceren". Hierdoor zullen wellicht tussen 2015 en 2025 alle Belgische kerncentrales sluiten. Om het verlies aan energieproductie op te vangen worden onder meer windturbines geplaatst op een zandbank, de Thorntonbank in de Noordzee. De kernuitstapwet biedt echter mogelijkheden om de uitstap niet te effectueren, indien er niet voldoende vervangende capaciteit is voor de te sluiten centrales. Aangezien België 55 procent van zijn elektriciteit nucleair opwekt, is het niet ondenkbaar dat deze escape in de wet nog gebruikt gaat worden.

## Deelnemers aan de discussie
De politieke partijen en de overheid zijn een van de belangrijkste partijen in de discussie over kernenergie.
Daarnaast nemen veel niet-gouvernementele organisaties deel aan de discussie. Ngo's onderscheiden zij zich van politieke partijen, omdat zij vaak één politiek of maatschappelijk doel nastreven.
Ngo's kunnen actief zijn op verschillende niveaus, van lokaal via nationaal tot internationaal. Veel organisaties hebben een gelede structuur: lokale afdelingen gecombineerd met regionale, nationale en internationale kantoren. Soms laten organisaties zich op een hoger niveau vertegenwoordigen door een platformorganisatie.
Er zijn verschillende soorten ngo's, zoals:
- actiegroepen, die zich vooral manifesteren in zichtbare acties als demonstraties en petities, bijvoorbeeld de nieuwe actiegroep Borssele2Nee.
- belangengroepen, die personen of organisaties verenigen die een gezamenlijk belang hebben dat zich niet beperkt tot één doelstelling, zoals de Weinberg Foundation.
- bewegingen, bestaande uit een aantal samenwerkende groeperingen die een vergelijkbare verandering van de houding in de maatschappij nastreven, zoals de milieubeweging en de antikernenergiebeweging.

Internationale organisaties, zoals het Internationaal Agentschap voor Atoomenergie (IAEA) en het OECD Nuclear Energy Agency (OECD/NEA) bevorderen kernenergie en beperken proliferatie van nucleaire kennis en middelen voor militair gebruik.
De industriële sector bedient zich van lobby bij de regering, om budgetten voor onderzoek en vergunningen voor projecten te bemachtigen. De sector informeert ook het publiek. Voor producten wordt reclame gemaakt.

## Thema's

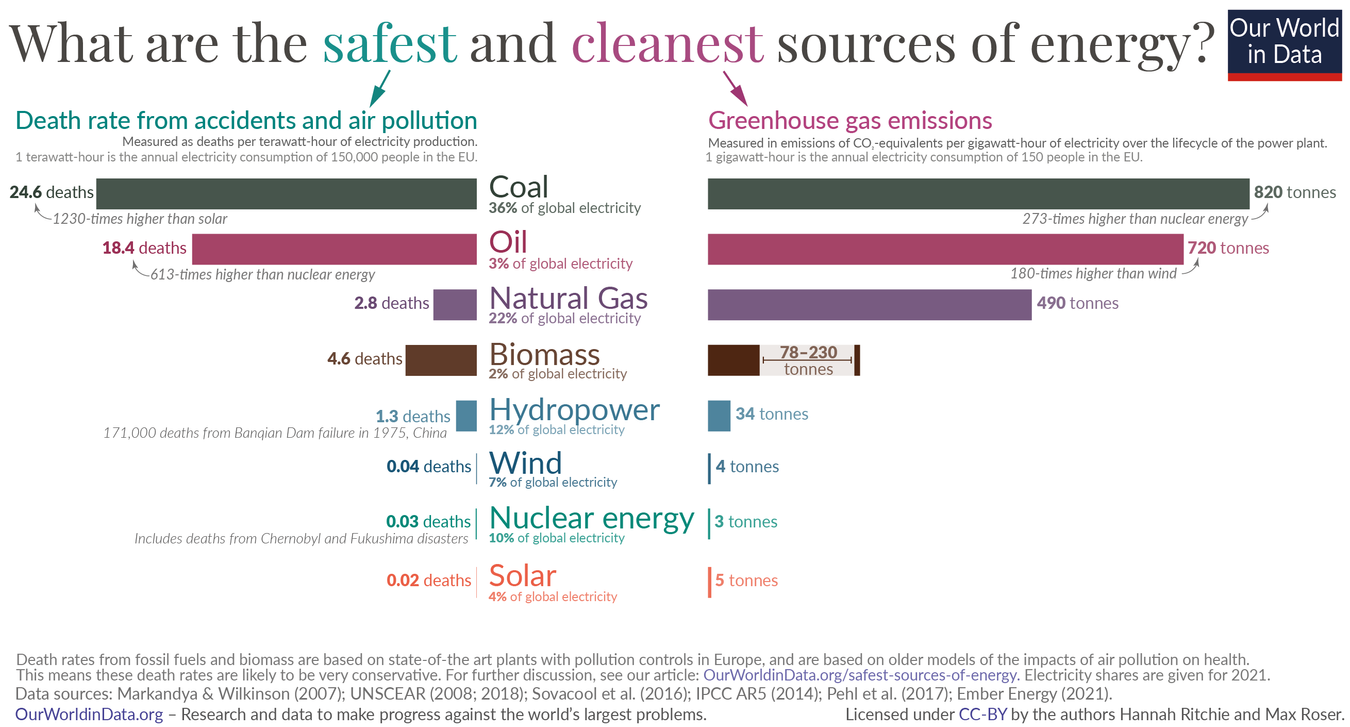
Wat zijn de energiebronnen die het veiligst zijn en het minst broeikasgassen uitstoten?

Het debat over kernenergie gaat voornamelijk over de vraag of deze in de toekomst een belangrijke rol moet spelen bij de opwekking van elektriciteit en of het überhaupt wenselijk is kernenergie hiervoor toe te passen. Argumenten over belangrijke thema's staan hieronder vermeld. De voorstanders zijn hier de voorstanders van grootschalig gebruik van kernenergie.

### Veiligheid

#### Kans op kernrampen en kernongelukken
Kernongelukken als dat van Three Mile Island in 1979 en kernrampen als die van Tsjernobyl in 1986 en Fukushima in 2011 zijn in de toekomst nooit uit te sluiten. Hoewel de kans op een kernramp door verbeterde ontwerpen van kerncentrales relatief klein wordt geacht, zijn de gevolgen zeer groot wanneer ze daadwerkelijk optreden. Charles Perrow ontwikkelde naar aanleiding van het ongeval bij Three Mile Island zijn theorie van systeemongelukken. Hij stelt dat bij complexe interacties met sterke koppelingen in het systeem ongelukken onvermijdelijk en daarmee 'normaal' zijn. Perrow gaat uit van de risicoanalyse die is gebaseerd op de formule risico = kans × gevolg. Anders dan kernrampen, komen storingen, problemen met de gebouwen (haarscheurtjes) en kernongelukken frequent voor. Bij een kernramp in Nederland of België zal in het ongunstigste geval een groot deel van de bevolking voor onbepaalde tijd moeten worden geëvacueerd.

#### Radioactief afval
Voorstanders merken op dat het hoog radioactief afval klein is in volume en hiervoor een beperkte opslag volstaat. Kweekreactoren van de vierde generatie kunnen het huidige kernafval van de centrales, alsook het uraniumafval dat vrijkomt bij de productie van kernbrandstof, hergebruiken. De jaarlijkse geproduceerde hoeveelheid hoog radioactief kernafval per centrale is maar klein in vergelijking met andere industriële processen (1 m³ afval per reactor per jaar). Het laag radioactief afval vormt een veel groter probleem.
Tegenstanders stellen dat er na decennia van kernenergie nog steeds geen oplossing bestaat voor de opslag van afval. Nucleair afval blijft nog tweehonderd- tot driehonderdduizend jaar radioactief en er moet een speciale locatie gevonden worden waarvan gegarandeerd wordt dat deze gedurende die tijd niet wordt verstoord door bijvoorbeeld een aardbeving. In Finland, Zweden en de Verenigde Staten heeft men dergelijke locaties gevonden en worden ondergrondse bergplaatsen aangelegd. Bovendien wordt in diverse landen geëxperimenteerd met ondergrondse 'opbergmijnen' om later een echte bergplaats te kunnen aanleggen. Zo is in België in de Boomse Klei een proeftunnel gebouwd waar experimenten gedaan worden op de doorlaatbaarheid van de klei op lange termijn.

#### Terrorisme
Een kerncentrale is een potentieel doelwit voor een terroristische aanslag. Via het hacken van de software-systemen van kerncentrales kan de controle op afstand worden overgenomen en deze worden gesaboteerd. Niet alleen heeft het wegvallen van de energielevering een enorme impact (zoals bij elke energiecentrale); de mogelijke straling en radioactieve wolken die vrijkomen zorgen potentieel voor langdurige grote (inter-)nationale schade en onrust. De beveiliging van kerncentrales is erg kostbaar.

#### Gezondheidseffecten

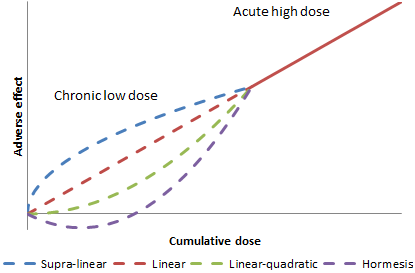
Schematische weergave van de verschillende modellen van de nadelige effecten van een lage dosis straling.

Dat de effecten van een hoge dosis ioniserende straling grote nadelige gevolgen voor de gezondheid hebben, is geen controversieel onderwerp. Anders is dat bij de effecten van een lage dosis. Lange tijd wordt al gebruikgemaakt van het linear no-threshold model (lineair verband zonder drempel) (LNT). Volgens dit model is er een lineair verband tussen de dosis straling en de schadelijke effecten. Dit wordt ondersteund door diverse onderzoeken en organisaties als de United States National Research Council hangen dan ook dit model aan. De laatste jaren zijn er echter ook onderzoeken gedaan die tot andere conclusies komen. Volgens sommige modellen zou er zelfs sprake zijn van een drempelwaarde (threshold) waaronder straling gezondheidsbevorderend is.

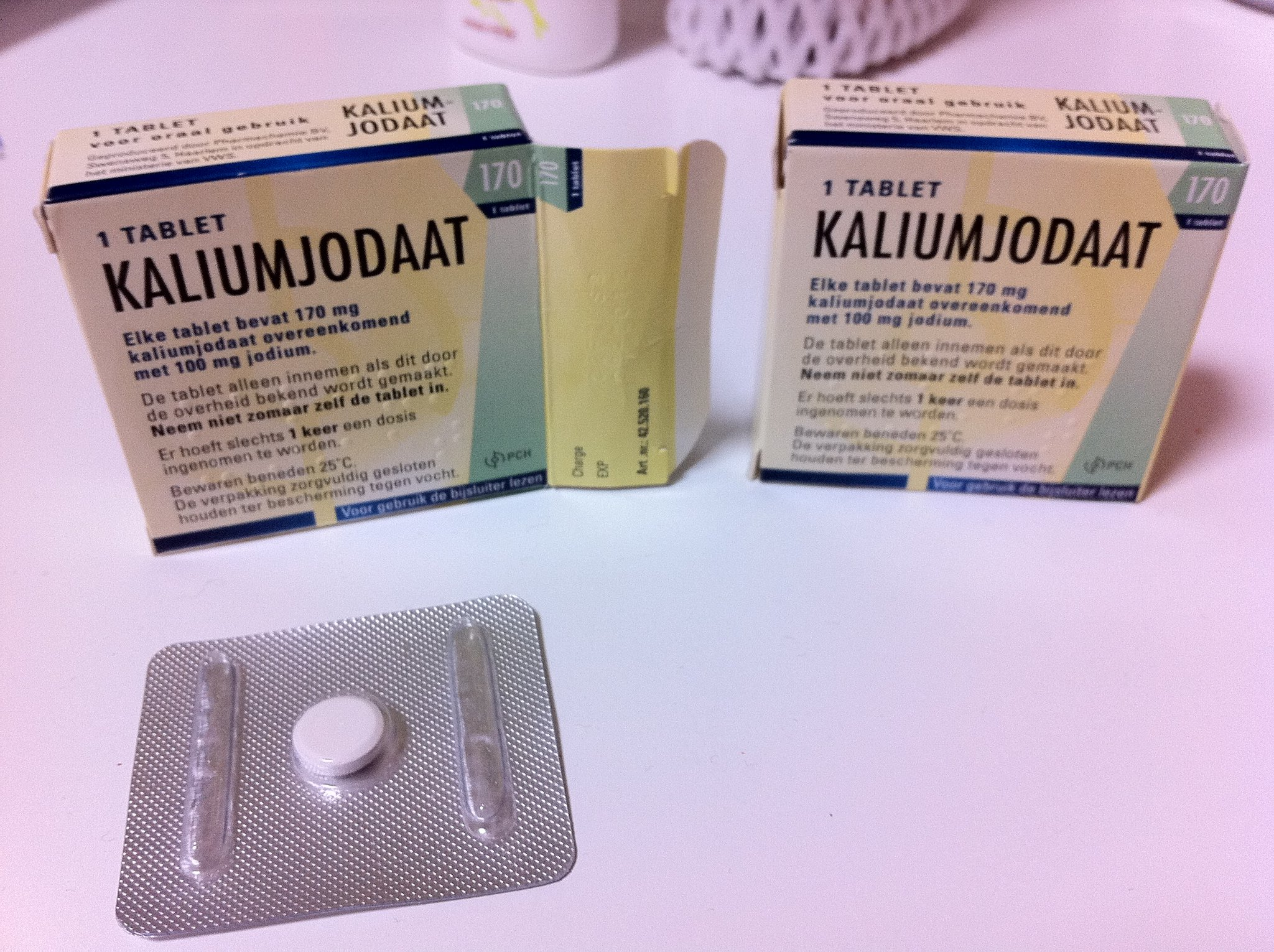

In geval van een incident waarbij radioactieve straling vrijkomt is het vooral voor kinderen onder de 5 jaar belangrijk joodtabletten (kaliumjodaat) te gebruiken. Niet met zekerheid is op voorhand vast te stellen dat die op tijd in (nog) voldoende mate voorradig zijn.

### Milieu-aspecten

#### Winning van grondstoffen
Tegenstanders merken op dat het delven van uranium waterbronnen verontreinigt en vele ongelukken en ernstige degradatie van het milieu heeft veroorzaakt in meer dan 10 landen over de hele wereld. De winning van uraniumerts een kostbaar, vervuilend en energieverslindend proces. De productie van staal en aluminium die nodig voor het bouwen van bijvoorbeeld windmolens is echter enorm energie-intensief.

#### CO2-uitstoot
Voorstanders stellen vast dat bij de opwekking van elektriciteit uit kernenergie veel minder CO2 vrijkomt dan bij de opwekking van elektriciteit in gas- of kolencentrales. Kernenergie draagt daardoor minder bij aan het versterken van het broeikaseffect dan de meeste fossiele energiecentrales doen.
Bij het delven van uraniumerts en het verrijken van uranium voor gebruik in kerncentrales is energie nodig waarvoor in de opwekking doorgaans wél CO2 vrijkomt, maar ook als deze indirecte effecten worden meegerekend, is de uitstoot per eenheid elektriciteit voor kernenergie lager (ongeveer 24 gram CO2/kWh) dan voor kolen (ruim 900 gram CO2/kWh), of gas (ruim 500 gram CO2/kWh).
Een aantal voorstanders wil tijdelijk kernenergie gebruiken in de 'transitieperiode' van fossiel naar volledig duurzame energie voorziening. Het kan zorgen voor een snellere CO2-reductie. Tegenstanders wensen deze periode over te slaan en onmiddellijk van fossiele naar duurzame energiebronnen over te stappen. Er zijn twijfels bij de technische haalbaarheid van een directe overgang naar duurzame energie.
Tegenstanders stellen vast dat ook duurzame energie, zoals bijvoorbeeld zon- en wind-energie en getijden-energie bij de opwekking geen CO2-uitstoot heeft.

#### Landschapsvervuiling/ruimtebeslag
Een voordeel van kernenergie is het geringe ruimtebeslag, vergeleken met zonne- en windenergie. De Nederlandse elektriciteitsproducent EPZ vergeleek voor een hoorzitting voor de Nederlandse Tweede Kamer in december 2020 het ruimtebeslag voor drie kerncentrales (0,2 km²) met de benodigde oppervlakte voor 4.400 windmolens (1.570 km²) of 70 miljoen zonnepanelen (231 km²). De schaarse open landschappen in landen als Nederland en België zouden hiermee beter bewaard kunnen blijven.

#### Zeespiegelstijging
Het radioactieve afval van de Nederlandse kerncentrales wordt opgeslagen in loodsen van de COVRA. Deze locatie ligt bij Kerncentrale Borssele in een buitendijks gebied. Bij de afwegingen die meespelen voor de bouw van nieuwe centrales zal ook de vraag aan de orde moeten komen wat de gevolgen voor de COVRA zijn van de zeespiegelstijging.

### Economische aspecten

#### Goedkope energie
Voorstanders:
- Goedkope energie - kernenergie is historisch een goedkope bron van elektriciteit geweest.[16][17]

Tegenstanders:
Niet alle kosten van kernenergie zijn meegerekend in de prijs die men nu voor de elektriciteit betaalt. Tegenstanders wijzen erop dat deze indirecte subsidies voor kernenergie door staten niet past in een liberale energiemarkt:
- Wanneer een kerncentrale is afgeschreven blijft er een hoop radioactief materiaal over. De kosten voor het opruimen zijn, zonder een concrete oplossing voor kernenergie, onbekend en worden naar de toekomst geschoven.
- Hetzelfde gebeurt met het geproduceerde radioactieve afval dat voor duizenden jaren veilig opgeslagen en continu beheerd, gecontroleerd en beveiligd moet worden. Het afval kan namelijk worden verwerkt in munitie en 'vuile bommen'.
- De verzekeringspremies voor kerncentrales worden kunstmatig laag gehouden. Hiervoor is vanaf het begin van de ontwikkeling van kernenergie speciale wetgeving gemaakt. Er is namelijk geen verzekeringsmaatschappij die de volledige schade kan dekken.
- De producenten strijken zelf de winst op en zadelen de gemeenschap op met de kosten. Eerst worden kerncentrales met subsidie gebouwd, dan gaat een groepje aandeelhouders er met de winst vandoor terwijl de centrales eigenlijk met verlies draaien. Ten slotte laten ze de samenleving vele generaties lang voor de kosten van ontmanteling en opslag van radioactief afval opdraaien.[4][18]

#### Bouwkosten
Tegenstanders:
- Hoge kosten en lange duur bouw kerncentrale - Kerncentrales hebben vaak een hoge capaciteit en daarom hoge installatiekosten ten opzichte van bijvoorbeeld gascentrales. De levertijd van een kerncentrale is door complexe vergunningaanvragen minimaal 8 jaar.[19]
- Vanwege het grote afbreukrisico van de bouw van een kerncentrale is de rente op een lening hiervoor hoog, waardoor de werkelijke som die moet worden opgebracht nog hoger is dan de investering voor de centrale zelf. Meespeelt namelijk dat de voorbereiding en de bouw een langdurig project is, dat altijd over meerdere regeerperiodes loopt. Zo is er altijd een kans dat de politiek van mening verandert en de centrale niet meer wil. Bij de nieuwe centrale bij Hinkley Point in het Verenigd Koninkrijk ligt die rente rond de negen procent. De bouw begon in 2018 en verwacht wordt dat de centrale pas in 2026 op het net gaat. (Hij zou in 2016 klaar zijn.) Geschatte kosten: 23 miljard pond.[20][21]

#### Ontmanteling van kerncentrale
Voorstanders:
- De exploitant en de overheid staan garant voor de ontmanteling. De eerste 40 jaar wordt, na verwijdering van hoog radioactief afval, de centrale ingemetseld en bewaakt. Er wordt een bedrag gereserveerd door de overheid en de eigenaar om vervolgens de radioactieve centrale te ontmantelen.

Tegenstanders:
- De ontmanteling van verouderde centrales is zeer kostbaar. Tegenstanders vrezen dat de elektriciteitsproducenten niet voldoende geld zullen voorzien om de kostbare ontmanteling te betalen.[22]

#### Concurrentie tussen energiebronnen

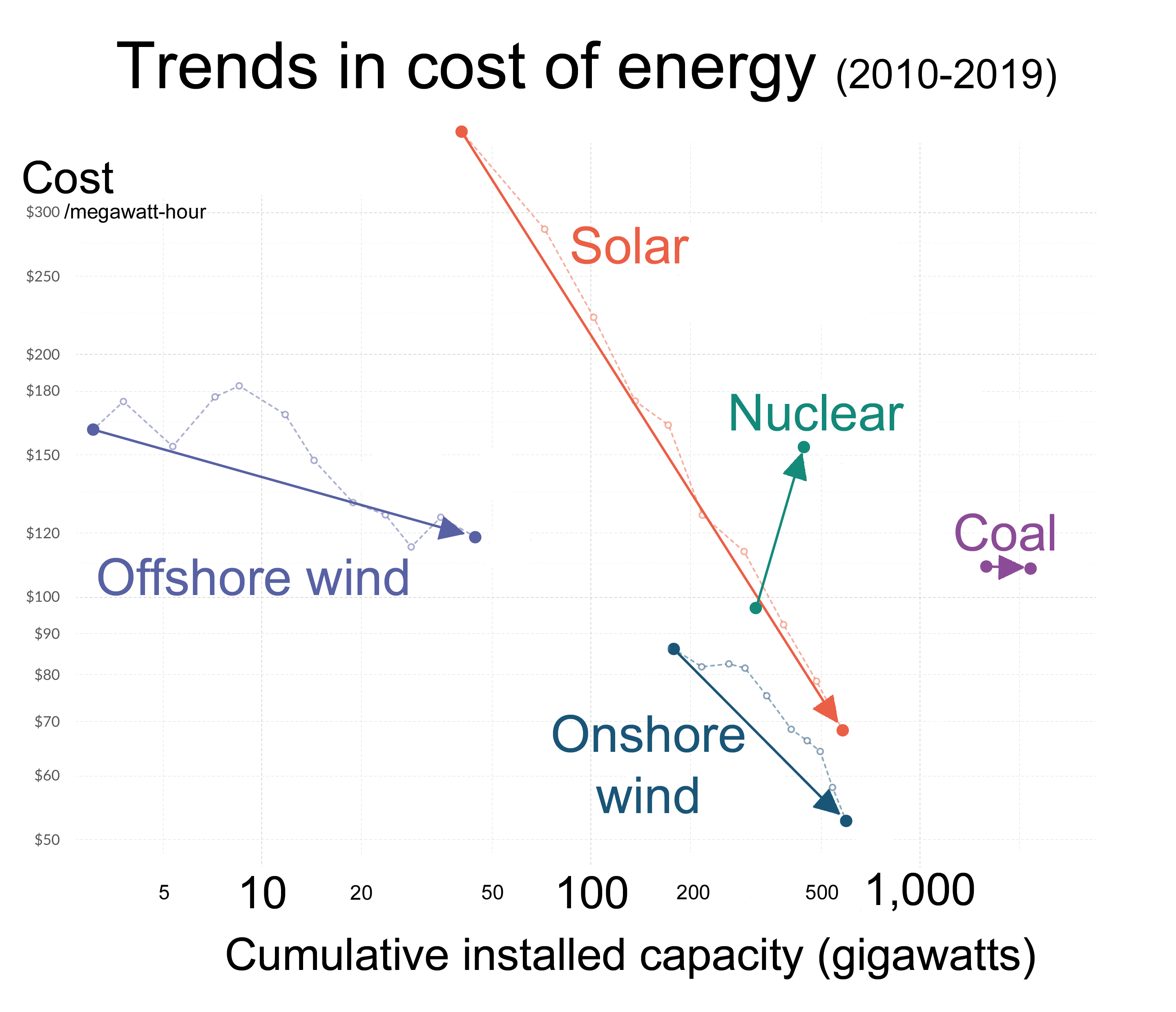
De prijs van nieuwe kernenergie wordt duurder met de jaren terwijl dit bij hernieuwbare energie goedkoper wordt.

Een exacte kostenvergelijking met andere energiebronnen is moeilijk te maken omdat voor elke vergelijking complexe aannames gemaakt moeten worden. De kostprijs van fossiele brandstoffen is bijvoorbeeld zo'n aanname. Deze kostprijs varieert sterk in de loop van de tijd: in Nederland waar aardgas op grote schaal beschikbaar is, levert een gasgestookte centrale tot nog toe goedkopere stroom dan een nieuw te bouwen kerncentrale. Maar aangezien de gasprijs is gekoppeld aan de olieprijs, die op een bepaald moment steeds verder steeg, begon dit te veranderen. Windenergie, een ander alternatief voor kernenergie, levert een fluctuerende hoeveelheid elektriciteit op. Dit vraagt dan ook aanzienlijke investeringen in het hoogspanningsnet. Het feit dat het aanbod wind en zon voortdurend fluctueert, maakt dat er (typisch fossiele) back-upcapaciteit moet voorzien en bekostigd worden. Kerncentrales daarentegen leveren een constante hoeveelheid elektriciteit. Ook die moet echter over een verzwaard hoogspanningsnet worden getransporteerd door de toename van zowel bronnen als afnemers.
Wanneer alle kosten worden meegenomen zonder subsidies mee te rekenen (‘levelized costs of energy’ of LCOE), is de kostprijs van wind- en zonne-energie sinds 2009 sterk gedaald, terwijl die van kernenergie sterk is gestegen. De prijsdalingen waren het gevolg van lagere kosten van technologie en productie van zonnepanelen en windturbines en schaalvergroting.

##### In Nederland
In september 2020 schreef de Nederlandse minister Wiebes aan de Tweede Kamer dat uit een in zijn opdracht uitgevoerd onderzoek door ENCO zou blijken dat de prijs van kernenergie vergelijkbaar zou zijn met energie uit wind en zon. De Volkskrant ontdekte dat een van de geheim gehouden auteurs van het rapport Mario van der Borst was, die van 2010 tot 2020 voor RWE meewerkte aan de bouw van kerncentrales. Van 2003 tot 2010 was hij directeur van de Kerncentrale Borssele. Sinds 2019 is hij bovendien voorzitter van een kernenergie-lobbygroep bij het KIVI en in die hoedanigheid tevens voorzitter van de Nederlandse Nucleaire Sociëteit (NNS). Een andere auteur bleek Bojan Tomic te zijn, nauw betrokken bij de kerncentrale van Borssele. Kernenergie bleek in eerdere onderzoeken juist duurder te zijn en alleen concurrerend indien atoomstroom altijd voorrang zou krijgen op het elektriciteitsnet en de overheid voor een groot deel van de financiële risico's opdraait.

#### Aansprakelijkheid bij rampen
Voorstanders: 
- Kans op een ramp is verwaarloosbaar en in het geval van een ramp staat de overheid garant.

Tegenstanders: 
- Zij stellen dat iedere aansprakelijkheidsverzekering een clausule bevat waarin gemeld wordt dat er niet wordt uitgekeerd bij schade door een nucleaire reactie. De betreffende elektriciteitsproducenten slagen er niet in een verzekering af te sluiten die de risico's van ongevallen dekt. De gevolgen van een ongeval in een kerncentrale kunnen immers zo catastrofaal zijn (vergelijk met de kernramp van Tsjernobyl) dat kerncentrales volgens de verzekeringsmaatschappijen gewoonweg onverzekerbaar zijn. Een aantal internationale verdragen regelt de aansprakelijkheid en de daarbij behorende bedragen voor exploitant, nationale overheden en lidstaten die deze verdragen geratificeerd hebben. Schade tot 700 miljoen euro wordt door de exploitant betaald, de schijf tot 1,2 miljard euro door de nationale overheid. Een internationale pool van verdragsluitende landen draagt de schijf van 1,2 tot 1,5 miljard euro.[29]

##### In Nederland
De aansprakelijkheid is geregeld in de Nederlandse Wet aansprakelijkheid kernongevallen. In die wet is geregeld dat voor in Nederland gelegen kerninstallaties voor de exploitant een lager bedrag van aansprakelijkheid geldt dan het wettelijke bedrag van aansprakelijkheid van 1,2 miljard euro. (artikel 5, tweede lid, van de wet). 
In afwijking van artikel 5, eerste lid, van de Wet aansprakelijkheid kernongevallen zullen tot en met 31 december 2026 voor de volgende exploitanten ten aanzien van de daarbij genoemde kerninstallaties de volgende bedragen gaan gelden: COVRA NV ten aanzien van de Centrale Organisatie voor Radioactief Afval € 100 miljoen, het Reactor instituut Delft ten aanzien van de Hoger Onderwijs Reactor € 70 miljoen, Urenco Nederland BV ten aanzien van de kerninstallaties op Urenco’s Nederlandse verrijkingsfaciliteit € 100 miljoen en de Nuclear Research Group ten aanzien van kerninstallaties op de Onderzoekslocatie Petten € 150 miljoen.
Voor het bedrag van aansprakelijkheid dienen de exploitanten een verzekering af te sluiten. Voor nog eens ongeveer 2 miljard staat de staat garant. Een van de manieren waarop de nucleaire sector gesubsidieerd wordt.
Als het totaal der vorderingen het maximumbedrag van de aansprakelijkheid van de exploitant overtreft, legt de rechtbank Den Haag op verzoek van een belanghebbende, de exploitant en de Minister van Financiën gehoord, ter zake van de vergoeding van de schade:
- een verbod van betaling op;
- wijst zij een rechter-commissaris aan ter vaststelling van de staten van verdeling van de bedragen;
- stelt zij tevens een commissie van vereffenaars in.

Deze beschikkingen zijn niet vatbaar voor hoger beroep, noch voor beroep in cassatie. De door de rechter-commissaris vastgestelde staat van verdeling ligt gedurende drie maanden ter griffie van de rechtbank ter kosteloze inzage van partijen. Dezen kunnen gedurende deze termijn bij de rechtbank tegen de staat van verdeling in verzet komen door indiening van een met redenen omkleed bezwaarschrift ter griffie. Na afloop van de termijn geeft de rechtbank haar beschikking, nadat zij partijen heeft gehoord of behoorlijk doen oproepen. Ook deze beschikking is niet vatbaar voor hoger beroep, noch voor beroep in cassatie.

#### Overheidsbeleid
Een belangrijk obstakel voor investeerders om geld te steken in een nieuwe kerncentrale is het veranderlijke politieke beleid. Een kerncentrale moet afgeschreven kunnen worden over een periode van 30 tot soms 60 jaar. In Nederland en België is het beleid de afgelopen 30 jaar meerdere malen veranderd. Als investeerders aannemen dat deze wispelturigheid ook in de toekomst blijft bestaan, is een kerncentrale een te riskante investering.

### Beschikbaarheid

#### Voorraad grondstoffen
De voorraad aan fossiele brandstoffen is eindig, zodat op andere bronnen moet worden overgegaan. Tegenstanders stellen dat ook uranium, de grondstof voor kernsplijting, beperkt voorradig is en daarmee niet duurzaam. Volgens berekeningen van het Nuclear Energy Agency in 2006 is er voor ongeveer 100 jaar uranium voorradig bij huidig energiegebruik. Een andere bron heeft het over 60 jaar. Met kweekreactoren zou de voorraad langer meegaan, tot 3000 jaar; deze technologie is echter nog niet commercieel beschikbaar.

#### Leveringszekerheid
Zonne- en windenergie zijn weersafhankelijk en de opbrengst is daardoor niet constant. Dit kan worden opgevangen door bij pieken overtollige energie op te slaan in bijvoorbeeld accu's of om te zetten in waterstof.
Kernenergie heeft wel een constante opbrengst, maar kan niet tussendoor uit- en aangezet worden. Bij onderhoud of storing levert een kerncentrale over een lange periode geen elektriciteit.

### Onafhankelijkheid

#### Onafhankelijkheid van buitenlandse energiebronnen
Voorstanders:
- Politieke onafhankelijkheid - Het uranium, nodig voor het opwekken van de elektriciteit, is afkomstig uit veel stabielere landen dan bijvoorbeeld aardolie en gas.[35] Door gebruik te maken van kernenergie kan de afhankelijkheid van Rusland (gas) en het Midden-Oosten (olie) verkleind worden.

### kernwapens

#### Gebruik van materiaal
Kernbrandstof en restproducten kunnen potentieel worden gebruikt in kernwapens.

#### Ontwikkeling van kernwapens
Tegenstanders:
- Risico op ontwikkeling kernwapens - De technologie om kernenergie op te wekken is verwant met de technologie om kernwapens te maken. Enerzijds maakt dat de beschikking over vreedzame kerntechnologie aantrekkelijk voor veel landen, anderzijds worden landen die zelf kerntechnologie ontwikkelen voor naar hun zeggen vreedzame doeleinden vaak beschuldigd van andere bedoelingen. In landen zoals België en Nederland is dit aspect geen probleem. Landen in minder stabiele regio's beschikken tegenwoordig echter ook over de technologie voor kernenergie en kernwapens: alleen grote druk vanuit de VN kan de ontwikkeling daarvan afremmen. Het non-proliferatieverdrag kent ieder land het recht toe kerntechnologie voor vreedzame doeleinden te gebruiken. Een potentieel probleem dat ook speelt in landen waarop niet de verdenking rust dat ze zelf kernwapens willen maken, is dat terroristen zouden kunnen proberen door een aanslag splijtbaar materiaal te verwerven om daaruit kernwapens te maken of eventueel zelfs zogenaamde vuile bommen: conventionele explosieve ladingen die radioactief materiaal verspreiden in de omgeving. Hierdoor zouden potentieel grote gebieden gevaarlijk radioactief kunnen worden besmet met alle fysieke gevolgen van dien en daarnaast nog grote onrust onder de bevolking als resultaat. Alleen al om deze reden dienen transporten van nucleair materiaal zwaar bewaakt te worden.

### Maatschappelijk draagvlak
Tegenstanders:

Percentage van de bevolking dat tegen kernenergie is, per land. De enquête werd afgenomen in 2011, na de kernramp van Fukushima.

- Gebrek aan maatschappelijk draagvlak - Kernenergie en radioactiviteit zijn complexe begrippen en lastig inzichtelijk te maken. De publieke opinie over kernenergie is sterk beïnvloed door het kernongeluk van Three Mile Island (28 maart 1979) en de kernramp van Tsjernobyl (26 april 1986). Al speelde bij de oorzaken van de laatste ramp vooral een combinatie van bureaucratie, verouderde techniek, niet naleven van veiligheidsprocedures en een ongelukkig uitgevallen experiment een rol, het ongeluk heeft het beeld van kernenergie blijvend veranderd. Ongelukken zijn in de toekomst nooit uit te sluiten. Zo bewijst de recente ramp in 2011 te Japan, de kernramp van Fukushima.